# Renstadsnipan

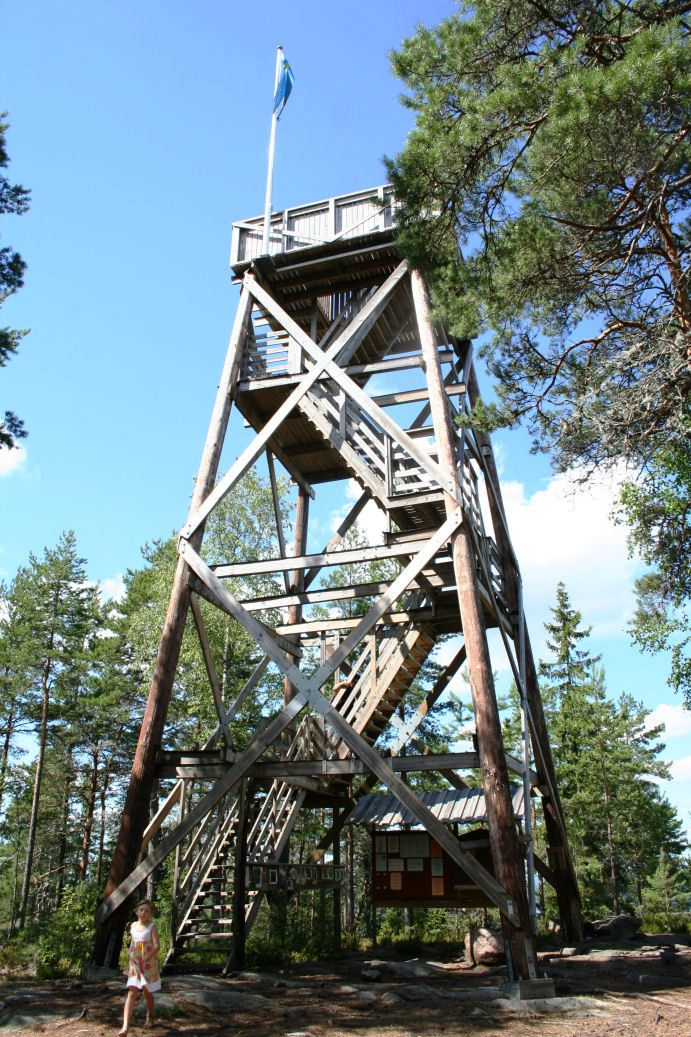
Der Aussichtsturm

Renstadsnipan ist ein Berg in der Nähe von Renstad in der schwedischen Provinz Värmlands län und der historischen Provinz Värmland. Seine Höhe beträgt 252 Meter über dem Meeresspiegel. Auf dem Berg befindet sich ein Aussichtsturm, von dem man einen Ausblick auf Renstad und den See Rinnen hat. Der Berg ist die höchste Erhebung in der Gemeinde Kil.
Im September 2008 wurde der Renstadsnipan zum Naturschutzgebiet erklärt. Das Gebiet umfasst 62 Hektar.